# The Cocktail Party
The Cocktail Party est une pièce de théâtre de T. S. Eliot créée en 1949 à Édimbourg.

## Argument
Edward et Lavinia Chamberlayne sont séparés après cinq années de mariage. Lavinia a quitté Edward juste au moment où ils devaient organiser un cocktail à leur domicile londonien et l'homme doit trouver une explication à l'absence de sa femme afin de maintenir les apparences.

## Distinctions
- Tony Awards 1950[1]
  - Tony Award de la meilleure pièce